# Водный центр Деодору
«Сентру Акватику ди Деодору» — плавательный бассейн в Деодору, Рио-де-Жанейро (Бразилия), который примет плавательную часть пятиборье 2016.